# 平嶋竜太
平嶋 竜太（ひらしま りゅうた、1969年5月25日 - ）は、日本の法学者。専門は知的財産法。青山学院大学法学部教授。

## 学歴
- 1993年 - 東京大学工学部材料系学科卒業
- 1995年 - 東京大学大学院法学政治学研究科修士課程民刑事法専攻（経済法務専修コース）修了
- 1997年 - 東京大学大学院工学系研究科博士課程先端学際工学専攻修了

## 職歴
- 1998年4月 - 東京大学先端科学技術研究センター知的財産権大部門科学技術財産法講座助手
- 1999年1月 - 早稲田大学助手
- 1999年9月 - 筑波大学社会科学系助教授
- 2010年4月 - 筑波大学大学院ビジネス科学研究科教授
- 2021年4月 - 南山大学法学部教授
- 2024年4月 - 青山学院大学法学部教授

## 著書
- 『システムLSIの保護法制－設計情報の流通と法的保護』（知的財産研究叢書3・信山社出版）

## 受賞歴
- 1997年9月　CRIC賞入賞　財団法人著作権情報センター，
- 1999年6月　情報通信学会設立15周年記念論文優秀賞入賞　財団法人情報通信学会